# 亀田誠治
亀田 誠治（かめだ せいじ、1964年6月3日 - ）は、日本の音楽プロデューサー、作詞家、作曲家、編曲家、ベーシスト。ロックバンド東京事変のメンバー。妻はシンガーソングライターの下成佐登子。

## 来歴

### 生い立ち
1964年、両親が仕事で駐在していたときにアメリカ合衆国のニューヨークにて誕生。生後1年で日本に帰国。両親は栃木県の出身。
3歳のとき、ピアノを習い始める。大阪の千里山に引っ越し、吹田市立千里第三小学校に入学。小学5年生の時にたまたま自宅にあったクラシックギターでビートルズをコピーしたことをきっかけにギター教室に通うが、6年生になると東京の江古田に引っ越すことになり、ギターはそれきりになる。東京では趣味はBCL（海外短波放送受信）と全米TOP40という洋楽のヘビーリスナーになる。中学2年生の時にベースを購入し、プロのミュージシャンになることを意識し始める。

### 音楽業界へ
大学在学中にピアニスト・ヴォーカリストの吉中美樹と音楽ユニット「Miki-Pooh」を結成する。就職活動の代わりに曲を書き、デモテープを作ってはレコード会社に送り、バンドのコンテストにも応募するなど音楽業界へ入る道筋を探すが、結果は出なかった。亀田が作った曲をきっかけに仲間のデビューが決まるが、デビュー曲の作曲やアレンジはプロが行い、亀田自身はデビューすることもそこに関わることもできなかった。しかし、その縁でスタジオに出入りするようになり、プロの現場でレコーディングの仕事を学ぶ機会に恵まれる。そのうちにこまごまとした作業を任されるようになる。
1988年、一年留年したが友人の助けを得て大学を卒業。この頃から自作デモテープがオーディションで注目されるようになり、各賞を総ナメにすることも多くなる。
1989年、自作曲がコンペで当選し最初の転機が訪れる。アイドルグループ・CoCoのデビュー直後のシングルに採用されることが決まっただけでなくアレンジも任されることになり、ハーフトーンミュージックに所属して編曲家として活動を開始する。また同年にシンガーソングライター崎谷健次郎のサポート・ミュージシャンに起用され、それをきっかけにベーシストとしても様々なアーティストたちのレコーディングにスタジオ・ミュージシャンとして参加するようになる。1995年には崎谷健次郎のアコースティック・ライヴに参加し、その模様はNHK-BS2で放映された。

### 音楽プロデュース業確立期
1998年に椎名林檎と出会い、これが2度目の転機となる。当時、椎名のような個性を持つアーティストはおらず、それをどう生かすかで悩んでいたレコード会社の担当者が、亀田なら椎名と上手に向き合って何か生み出してくれるのではないかと期待して声をかけてきたものだった。
アレンジャーとベーシストとして参加した椎名のアルバムが2作連続してミリオンセラーとなったことで音楽業界に名前が知られるようになり、2000年代に入ると次第に音楽プロデューサーとしての仕事が増えてくる。スピッツや平井堅、スガシカオなど、様々なアーティスト達から次々にプロデュースの依頼が舞い込むようになり、有名プロデューサーの仲間入りを果たした。

### 「東京事変」結成〜解散
2004年夏、亀田は旧知の椎名の誘いで、椎名のバンドである「東京事変」にベーシストとして加入、40歳にして念願のバンドデビューを果たし、ミュージシャンとして日本武道館のステージに立つという25年越しの夢を実現した。
2007年、平井の「哀歌 (エレジー)」やアンジェラ・アキの「サクラ色」など数多くの楽曲を編曲した実績により、第49回日本レコード大賞の編曲賞を受賞した。
2008年5月、映画『隠し砦の三悪人 THE LAST PRINCESS』の制作スタッフからの指名で、布袋寅泰、KREVAとともに期間限定ユニット「The THREE」を結成し、映画をプロモーションする。
2009年5月2日・3日、日本武道館にて、自身の総指揮によるライブイベント「亀の恩返し」を開催。
2009年12月6日、TBS系放送の情報ドキュメンタリー番組「情熱大陸」（毎日放送制作）に出演、作業風景が特集される。
2010年、NHK-BS2で放送されている音楽情報番組『ウエンズデー J-POP』に音先案内人として不定期出演。
2011年12月31日、東京事変のメンバーとして「第62回NHK紅白歌合戦」（NHK総合・ラジオ第1）に出場する椎名のバックバンドを務める。
2012年2月29日（閏日）、東京事変解散。

### 現在まで
2012年7月1日、クリエイティブディレクターの箭内道彦の東日本大震災復興支援プロジェクト「THE HUMAN BEATS」の一環として楽曲制作の依頼を受け、箭内が作詞・作曲、亀田がプロデュースを手がけたチャリティソング「『two shot』feat.キヨサク【one chorus ver.】」が配信リリースされる。ボーカルはMONGOL800のキヨサクがウクレレの弾き語りで参加。
2012年9月19日、「THE HUMAN BEATS」のチャリティCD「Two Shot」がタワーレコード限定でリリースされる。前作の配信版に新たにRHYMESTERのMummy-Dがラッパーとして参加。
2012年11月4日、ラフォーレミュージアム六本木にてヤマハLMが開催するイベント「サウンドジャム」内のスペシャルイベントとして、亀田主催のベースコンテスト「第一回亀田杯ベース選手権大会」の最終ライブ審査を開催。
2013年5月18日・19日、日本武道館にて主催ライブイベント「亀の恩返し2013」を開催。
2013年7月31日と8月1日に東京・東京国際フォーラム ホールAで開催されたクインシー・ジョーンズの来日公演にて、トリビュートパートのプロデュースを手掛ける。
2013年9月9日より、自身が出演した東洋水産のカップ麺「マルちゃん 麺づくり」CMが放送開始。
2013年12月、音楽プロデュースを手がけた映画「カノジョは嘘を愛しすぎてる」が劇場公開。劇中バンド「CRUDE PLAY」と「MUSH&Co.」のプロデュースも行う。
2014年5月11日、東京・青山 スパイラルホールにて、亀田主催のベースコンテスト「第二回亀田杯ベース選手権大会」の最終審査を公開ライヴ形式で行う。
2014年10月12日、東京・恵比寿ザ・ガーデンホールにてトーク&ライヴイベント「J-WAVE『BEHIND THE MELODY』〜FM 亀の恩返し supported by イープラス」を開催。
2014年11月、flumpoolのボーカル山村隆太とギター阪井一生の誘いで期間限定のスペシャルユニット「THE TURTLES JAPAN」を結成。
2015年、いきものがかりの「あなた」、大原櫻子「瞳」で、第57回日本レコード大賞・編曲賞を受賞。
2016年3月、高橋優のシングル「さくらのうた」に、高橋優とのユニット・メガネツインズの楽曲「メガネが割れそう」が収録された。以降の高橋優のシングルにはメガネツインズの楽曲が1曲収録されている。
2016年12月31日、第67回NHK紅白歌合戦（NHK総合・ラジオ第1）に出場する椎名林檎のバックバンドのメンバーを務め、東京事変解散から4年10か月ぶりに共演。
2018年4月2日、同日から大幅刷新されたフジテレビの新ニュースブランド「プライムニュース」（昼の「 - デイズ」、夕方の「 - イブニング」、深夜の「- α」、日曜の「報道プライムサンデー」）の各テーマ曲を担当。
2020年1月1日（元日）、東京事変の「再生（再結成）」を発表。
2021年、作詞家・松本隆の作詞活動50周年トリビュートアルバムをプロデュース。同年7月14日、「風街に連れてって!」（びいだまレコーズ）リリース。
2024年3月2日、第19回渡辺晋賞を受賞した。

## 人物
私立武蔵高校卒業、早稲田大学第一文学部卒業。
これまでに椎名林檎（編曲）、Do As Infinity・平井堅・スピッツ・GLAY・いきものがかり（編曲・プロデュース）、JUJU（作詞・編曲・プロデュース）、大原櫻子（作詞・作曲・編曲・プロデュース）など、数多くのアーティストやアイドル、女優などのプロデュースやアレンジなどを手がける。
2004年に椎名らと東京事変を結成し、2012年まで活動（2020年に再活動）。2005年からはap bank fesにBank Bandのベーシストとして参加している。
第49回（2007年）・第57回（2015年）日本レコード大賞（TBSテレビ・ラジオ）で編曲賞を受賞。
オフィシャルサイトで自身の知識をフリーでシェアして新しい才能を応援する「恩返し」プロジェクトも展開している。
プロデュースする際の信条は、亀田本人いわく「アーティストの喉元にあるアイデアを引き出し、かたちにするお手伝い」という気持ちで行うこと。
講演会なども積極的に実施し、早稲田大学や立命館大学で特別講義を行っている。
ベースの日　Bass Day（11月11日）の提唱者である。
なお、亀田はタモリのファンである。

## 影響
音楽を聴くことが好きだった母親の影響で自宅では常にステレオからクラシックの名曲や当時流行っていたビートルズなどさまざまなジャンルの音楽が流れていたことがきっかけで音楽に親しむようになった。
雑誌『ベースマガジン』にて、「細部に渡ってポール・マッカートニーに音楽を学んだ」と語った。ギターを持ちながらビートルズのレコードをかけ、「ハロー・グッドバイ」を聴いた時に自然とベースのラインを追っかけていた事がベースを始めるきっかけだったという。初めて買ったベースも、ポールの使うリッケンバッカーのコピーモデルだった。
邦楽ではサザンオールスターズ、オフコースのファンである。また、小林武史にも影響を受けており、ラジオから流れた「真夏の果実」がきっかけで「プロデューサーが加わる事によってこんなにも音楽は生き生きと表情を変えるんだ、新しい息吹が吹きこまれることを知った」と述べている。

## 使用機材
- フェンダー・ジャズベース（1966年製） - 1984年、20歳の時に購入[1]。メインベースとして使用[25]。
- フェンダー・プレシジョンベース（1960年製）
- フェンダー・ムスタングベース
- YAMAHA BB-2000 - 高校1年生の時に購入。ジャズベースを購入した際にフレットレスに改造[25]。
- YAMAHA BB-2024カメダ・エディション - 自身のシグネイチャー・モデル。東京事変のアルバム『スポーツ』時に腱鞘炎を患い、アルバムツアーでの肉体的負担を減らすためにより軽くて弾きやすいベースが必要だったことと、老朽化したジャズベースをレコーディング用に温存するためにヤマハと共同開発[25]。以後、レコーディングやライブで多く使用。
- YAMAHA SLB-100 - エレクトリック・アップライト・ベース。
- YAMAHA SLB-200LTD - エレクトリック・アップライト・ベース。

## 主な仕事の一覧

### プロデュース、編曲、楽曲提供
| あ行 - アイナ・ジ・エンド - 青西高嗣 - 赤い公園 - 安達祐実 - Ado - 亜波根綾乃 - 絢香 - 新居昭乃 - 新垣結衣 - 綾瀬はるか - 杏 - ANZA - アンジェラ・アキ - UNDER THE COUNTER - いきものがかり - 石岡美紀 - 石川さゆり - 磯崎健史 - ISSA - ET-KING - 泉川そら - いであやか - 175R - 岩見十夢 - WEAVER - wilberry - 呉汝俊 - WEATHER SIDE - 上田愛美 - 上田まり - 植村花菜 - ウカスカジー - 臼田道成 - 内田有紀 - 宇宙まお - Every Little Thing - エレファントカシマシ - 遠藤久美子 - OverTheDogs - 大原櫻子 - 大森靖子 - 沖仁 - 小田茜 | か行 - 片平里菜 - 勝又亜依子 - 金月真美 - 河合みわこ - 関ジャニ∞ - CANNABIS（蔦谷好位置） - 岸谷香 - Kis-My-Ft2 - 木村カエラ - CUNE - 清木場俊介 - KinKi Kids - 楠木ともり - クノシンジ - クラムボン - 栗山千明 - CRUDE PLAY - GLAY - GLIM SPANKY - 区麗情 - K - GOLD RUSH - 倖田來未 - 國府田マリ子 - 高鈴 - CoCo - ゴスペラーズ - こながやひろみ - 近藤晃央 | さ行 - 坂本サトル - 櫻井智 - 櫻井哲夫 - Samarie - 猿岩石 - 三角堂 - さんご - 家家（JiaJia） - 椎名へきる - 椎名林檎 - Genius - the sheep - しおり - シシドカフカ - cinema staff - 柴田由紀子 - 清水翔太 - 下川みくに - #18（ジュウハチバン） - JUJU - Schliemann - GIRAFFE（百田留衣） - Switch Style - スガシカオ - スキマスイッチ - SCANDAL - 杉本理恵 - 鈴木瑛美子 - 鈴木聖美 - 鈴木紗理奈 - 鈴木ユカリ - STARS - the strange drama - スピッツ - The THREE（布袋寅泰×KREVA×亀田誠治） - セカイイチ - SexyZone - 相馬裕子 - SOPHIA | た行 - TAOTAK - 高野寛 - 高橋優 - 高橋由美子 - 谷村有美 - 玉井詩織(ももいろクローバーZ) - 丹下桜 - チェキッ娘 - CHAGE - CHARCOAL FILTER - チャットモンチー - CHARA - チャラン・ポ・ランタン - 露崎春女 - D.W.ニコルズ - D-LITE - テゴマス - TETSU69 - Dew - 傳田真央（MAO/d） - TWO of US - Do As Infinity - 東京スカパラダイスオーケストラ - 東京カランコロン - 堂本剛 - ともさかりえ - triple image - ドラマチックアラスカ | な行 - 永作博美 - 中村中 - ナスカ - ナチュラル ハイ - 2源色 - nicco（ニコ） - NICO Touches the Walls - 西脇唯 - 西田昭彦 - 西田ひかる - 西村雅彦 - ν [NEU] - NEWS - 沼田壮平 - のあのわ - NORTHERN BRIGHT - Novelbright - Nornis |

| は行 - 秦基博 - back number - THE BACK HORN - ハナエ - 羽田惠理香 - PUFFY - 浜崎あゆみ - 早坂好恵 - ハラフウミ（原由子×風味堂） - 原由子 - 半崎美子 - HUNGRY DAYS - 氷川きよし - PIERROT - B'z - ビビアン・スー - 日比谷ブロードウェイ - THE HUMAN BEATS - THE HUMAN BREATHS - 平井堅 - 平原綾香 - 広沢タダシ - FANTASTICS from EXILE TRIBE - FUZZY CONTROL - FUNKY MONKEY BABYS - V6 (グループ) - THE BOOM - 風味堂 - FoZZtone - 深田恭子 - 福原美穂 - 藤井フミヤ - 藤田恵美（Emi with 森亀橋） - フジファブリック - Plastic Tree - フラワーカンパニーズ - flumpool - The FLARE - BREATH - FLOW - ヘンショクリュウ - 星野源 - 堀川早苗 | ま行 - 松崎しげる - MUSH&Co. - 松千 - 松たか子 - ミサイルイノベーション - 観月ありさ - みみずくず - 宮沢和史 - 雅-MIYAVI- - メレンゲ（クボケンジ） - 森口博子 - 森山直太朗 | や行 - 矢野真紀 - 矢部美穂 - 山嵐 - 山口由子 - 山下久美子 - 山下智久 - ヤバイTシャツ屋さん - 山本彩 - YUKI - 由紀さおり - ゆず - 吉田真里子 - 米倉千尋 - 米村裕美 | ら行 - LACCO TOWER - L'Arc〜en〜Ciel - READ ALOUD - Lita - Little Glee Monster - ribbon - Ring My Bell from key station - Λucifer - Letit go - ロザリーナ - ROCK'A'TRENCH - ろん | わ行 - WISE - WINO |

### ライブサポート、レコーディング（一部）
- いきものがかり
- illion（RADWIMPSのフロントマン野田洋次郎のソロプロジェクト）
- 大塚愛
- 甲斐名都
- 栗山千明
- 坂本真綾
- 崎谷健次郎
- 椎名林檎
- スキマスイッチ
- Do As Infinity
- ともさかりえ
- 西田昭彦
- PUFFY
- 氷室京介
- ポルノグラフィティ
- ミドリカワ書房
- 雅-MIYAVI-

### 所属グループ
| グループ名             | 活動期間                      | 詳細 |
| ---------------------- | ----------------------------- | --- |
| The THREE              | 2008年                        | 布袋寅泰×KREVA×亀田誠治による期間限定ユニット。亀田はベーシストとして参加。映画『隠し砦の三悪人 THE LAST PRINCESS』の主題歌「裏切り御免」をリリース。                                                                        |
| THE TURTLES JAPAN      | 2014年 - 2015年               | flumpoolの山村隆太、阪井一生を中心に結成されたバンド。亀田はベース演奏と作・編曲とプロデュースを担当している。1stシングル『It's Alright!』を2014年11月に発売。                                                               |
| 東京事変               | 2004年 - 2012年 2020年 - 現在 | シンガーソングライターの椎名林檎を中心に結成されたバンド。亀田はベース演奏と一部の楽曲の作詞（全1曲）と作曲（全8曲、うち2曲は椎名林檎との共作）を担当している。 2020年元日より再始動。                                       |
| Bank Band              | 2005年 - 2012年 2016年 - 現在 | 非営利の融資機関であるap bankの活動資金や融資金を集めるために、音楽プロデューサーの小林武史、Mr.Childrenの桜井和寿を中心に結成されたバンド。亀田は『沿志奏逢2』とライブ『ap bank fes('05〜)』からベーシストとして参加。      |
| BAND FOR "SANKA"       | 2008年                        | 2008年北京オリンピックでの日本選手団応援を目的とするバンドプロジェクト。亀田はベーシストとして参加。 |
| VIVA LA J-ROCK ANTHEMS | 2015年、2016年、2017年        | 毎年ロック・フェスティバル「VIVA LA ROCK」の「VIVA LA J-ROCK ANTHEMS」のコーナーでさまざまなゲストボーカリストを迎えながら日本のロックアンセムを披露するための一日限りのスペシャルバンド。亀田はベーシスト兼バンドマスター。 |
| THE HUMAN BEATS        | 2012年                        | MONGOL800の上江洌清作、RHYMESTERのMummy-D、クリエイティブ・ディレクターの箭内道彦、音楽プロデューサーの亀田誠治による音楽ユニット。東日本大地震チャリティーシングル「Two Shot」をリリース。                                  |
| 森亀橋                 | 2000年 - 現在                 | 森俊之、亀田誠治、佐橋佳幸の音楽プロデューサー3人によるグループ。イベントの主催やアーティストのプロデュースなどを行う。 |
| メガネツインズ         | 2016年 - 現在                 | シンガーソングライターの高橋優とのユニット。元々はイベント限定のユニットだったが、「さくらのうた」以降の高橋優のシングルに楽曲が収録されることとなる。                                                                       |

### 主な担当アーティスト
| アーティスト名         | 作品に関与した期間 | 仕事内容 |
| ---------------------- | ------------------ | --- |
| CoCo                   | 1990年 - 1994年    | デビュー直後から作曲、編曲で参加しており、関わった楽曲は20曲以上になる。シングル曲で初めて編曲に参加したのは、1990年5月発売の「夏の友達」。 |
| 永作博美               | 1993年 - 1994年    | ribbon在籍当時にリリースされたソロシングル「My Home Town」「Without You」「逢いにきて」、及びアルバム『N』、『Here and Now』のすべての編曲及びサウンド・プロデュースで参加。なお、レコーディングではベースも演奏し、1993年9月16日・17日の両日、渋谷ON AIRで行われたソロ・コンサート「HIROMI NAGASAKU LIVE SHOW'N'」にもバックバンドのメンバーとして参加している。                                                                                  |
| 國府田マリ子           | 1997年 - 2001年    | 多数のアルバムとシングルにおいて、編曲とベースを担当している。またバックバンドのメンバーも務める。 |
| 椎名林檎               | 1998年 - 2002年    | 1stアルバム『無罪モラトリアム』と2ndアルバム『勝訴ストリップ』収録曲及びカバーアルバム『唄ひ手冥利〜其ノ壱〜』収録の亀パクト・ディスクの他、1998年～2002年にかけてのシングル曲の多数のプロデュース、編曲やレコーディングにベースとして参加。またソロ前期のコンサート・ツアーとデビュー10周年記念ライブにもベースで参加している。 |
| Do As Infinity         | 2000年 - 現在      | 3rdシングル「Oasis」から、アレンジャー、プロデューサー、レコーディングでのベース演奏で参加。 |
| Emi with 森亀橋        | 2001年 - 現在      | 森俊之（Keyboard）、亀田誠治（Bass）、佐橋佳幸（Guitar）の3人によるプロデュース・チーム「森亀橋」が、元Le Couple（ル・クプル）の藤田恵美をヴォーカルに迎えたユニット。 |
| CHARCOAL FILTER        | 2002年 - 2004年    | 編曲とプロデュースを担当。 |
| 平井堅                 | 2002年 - 現在      | 2002年発表のシングル「大きな古時計」のプロデュース、編曲、ベースを担当して以降、「LIFE is... 〜another story〜」「瞳をとじて」「POP STAR」「哀歌（エレジー）」「君の好きなとこ」「僕は君に恋をする」「ノンフィクション」など多くの楽曲のプロデュースや編曲、レコーディングに参加。 |
| いきものがかり         | 2006年 - 現在      | 「ホットミルク」や「笑ってたいんだ」「風が吹いている」「笑顔」などのレコーディングにベースで参加、編曲・プロデュースを担当。 |
| ポルノグラフィティ     | 2006年             | シングル「ハネウマライダー」の収録曲全曲のレコーディングにてベースを担当。 |
| スキマスイッチ         | 2006年 - 現在      | 3rdアルバム『夕風ブレンド』収録の「アーセンの憂鬱」、6thアルバム『スキマスイッチ』収録の「ゲノム」にベースで参加。20周年記念のベストアルバム『POPMAN'S WORLD -Second-』収録の「藍 〜僕たちの色彩〜」のプロデュースを担当。 |
| 坂本真綾               | 2007年             | ミニ・アルバム『30minutes night flight』の収録曲「セツナ」にベース演奏で参加。 |
| JUJU                   | 2008年 - 現在      | 「やさしさで溢れるように」、「また明日...」、「ただいま」などの作詞・編曲・プロデュースを担当。 |
| 秦基博                 | 2008年 - 現在      | シングル「フォーエバーソング」、「初恋」でプロデュース、ベース、編曲を担当。 |
| スピッツ               | 2001年 - 現在      | 2001年のシングル「さわって・変わって」のプロデュース以降、「スターゲイザー」「春の歌」「魔法のコトバ」「優しいあの子」「美しい鰭」など多くのシングル、アルバム曲の編曲、プロデュースを担当。いくつかの楽曲のレコーディングでは、プログラミングやコーラス等を担当している。 |
| NICO Touches the Walls | 2009年             | シングル「ビッグフット」、「ホログラム」、「かけら -総べての想いたちへ-」、アルバム「オーロラ」で編曲を担当。 |
| WEAVER                 | 2010年〜2013年     | 4st配信シングル「僕らの永遠〜何度生まれ変わっても、手を繋ぎたいだけの愛だから〜」から2ndCDシングル「笑顔の合図」まで計3つのミニアルバム、3つの配信シングル、2つのCDシングルの全23曲で編曲を担当。 |
| 大原櫻子               | 2014年 - 現在      | 亀田が音楽プロデュースを担当し、審査員も務めた映画『カノジョは嘘を愛しすぎてる』のオーディションで主演女優に抜擢される。劇中バンドのMUSH&Co.（マッシュ・アンド・コー）のボーカルとして亀田が作詞・作曲・編曲・プロデュースしたシングル「明日も」で歌手デビュー後、大原櫻子としてシングル「サンキュー。」で正式にソロ・デビュー。以来、彼女のほとんどの楽曲の作詞・作曲・編曲・プロデュースを担当、レコーディング・ベーシストとしても参加している。 |

## ソロ作品

### アルバム
| 発売日        | タイトル                                                                       | 規格品番   |
| ------------- | ------------------------------------------------------------------------------ | ---------- |
| 2020年8月19日 | 映画「糸」オリジナル・サウンドトラック                                         |            |
| 2021年7月9日  | 映画「100日間生きたワニ」オリジナル・サウンドトラック                          |            |
| 2022年7月29日 | 今夜、世界からこの恋が消えても（Original Soundtrack）                          | RBCP-3447  |
| 2022年9月21日 | 大村雅朗の奇跡〜Compiled by 佐橋佳幸 & 亀田誠治〜                              | MHJL-220/1 |
| 2024年6月27日 | 映画「余命一年の僕が、余命半年の君と出会った話。」オリジナル・サウンドトラック | RBCP3538   |

### 配信限定シングル
| 発売日        | タイトル                                                 |
| ------------- | -------------------------------------------------------- |
| 2018年5月11日 | フロントメモリー / 鈴木瑛美子×亀田誠治                   |
| 2022年5月28日 | カミーユ（「新美の巨人たち」オープニングテーマ）         |
| 2022年5月28日 | 雨のカフェテラス（「新美の巨人たち」エンディングテーマ） |

### 書籍
- カメダ式J-POP評論 ヒットの理由（2014年2月28日、9784871310925、オリコン）

## 受賞歴
- 第44回日本アカデミー賞 優秀音楽賞（『糸』）[34]
- 第19回渡辺晋賞[21]

## 出演

### TV番組
- 亀田音楽専門学校 - J-POP解説番組[35]（NHK Eテレ）
  - 単発版（2013年1月3日 - 4日、全2回）
  - SEASON 1（2013年10月3日 - 12月19日、全12回）
  - SEASON 2（2014年10月2日 - 12月18日、全12回）
  - SEASON 3（2016年1月7日 - 1月28日、全4回）
- メロディーは時をこえて〜歌いつぐ筒美京平の世界〜（2021年3月28日、NHK BSプレミアム）[36]
- NHK MUSIC SPECIAL 松本隆 50年 〜時代と人をつないだ作詞家〜（2021年7月15日、NHK総合）[37]
- Sound Inn “S” 松本隆トリビュートスペシャル（2021年7月17日、BS-TBS）[38]
- NHKのど自慢チャンピオン大会2025（2025年3月20日、NHK総合・ラジオ第1） - 審査員

### ラジオ番組
- BEHIND THE MELODY〜FM KAMEDA[39]（2012年4月2日 - 2017年3月30日、J-WAVE）
- SPRING VALLEY MY CRAFT TIME（2021年12月13日 - 2022年6月30日、J-WAVE）
- Mercedes-Benz THE EXPERIENCE（2022年7月3日 - 2024年6月30日、J-WAVE）
- DEFENDER BLAZE A TRAIL（2024年7月7日 - 、J-WAVE）

### 舞台
- ミュージカル「ジャニス」（2022年8月23日 - 26日、東京・東京国際フォーラム ホールA）-  総合プロデューサー兼バンドマンとして出演[40]

### 劇場アニメ
- ちびまる子ちゃん イタリアから来た少年（2015年12月23日） - アンドレアのお父さん 役[41]

### CM・広告
- マルちゃん麺づくり（2013年 - 2015年） - 「麺づくり一家」父 役。瀧本美織、レキシ（池田貴史）と共演[42]
- Anker Japan「Soundcore Liberty 4」（2023年） - 広告[43]